# Hibiscus guerkeanus
Hibiscus guerkeanus är en malvaväxtart som beskrevs av Bénédict Pierre Georges Hochreutiner. Hibiscus guerkeanus ingår i Hibiskussläktet som ingår i familjen malvaväxter. Inga underarter finns listade i Catalogue of Life.